# DR P8 Jazz
DR P8 Jazz – duński tematyczny kanał radiowy, poświęcony muzyce jazzowej. Został uruchomiony w 2011, stanowi jedną z anten publicznego nadawcy radiowo-telewizyjnego Danmarks Radio (DR). Stacja dostępna jest w cyfrowym przekazie naziemnym, w internecie oraz w sieciach kablowych.